# DJ Umek
DJ Umek, pseudonimo di Uroš Umek (Lubiana, 16 maggio 1976), è un disc jockey e produttore discografico sloveno.
Nel 1999 Umek ha fondato le etichette Consumer Recreation e Recycled Loops, quest'ultima insieme a Valentino Kanzyani, mentre, nel 2007, ha creato l'etichetta techno 1605 Music Therapy.
Nel 2010 ha vinto il premio come Miglior artista techno ai “Beatport Music Awards”, per poi essere nominato, nel 2013, “Miglior Dj techno” agli EMPO Awards. Nello stesso anno, ha ottenuto il riconoscimento per la “Migliore traccia techno” dell'anno agli International Dance Music Awards, dove l'anno seguente è stato nominato “Miglior artista Techno/Tech House”.
Ha pubblicato singoli e remix per Spinnin' Records e Ultra Records, lavorando con artisti come Groovebox e Waka Flocka.

## Biografia
Inizia a esibirsi nel 1993 e ad oggi ha inciso per le maggiori label europee, ne ha fondate alcune sue (ad esempio la Recycled Loops assieme al connazionale Valentino Kanzyani). Nel 2007 fonda la 1605 Music Therapy. Nel 2002 pubblica il suo primo album, intitolato Neuro.

## Discografia

### Album
- 2002 - Neuro
- 2010 - Responding To Dynamic

### Compilations
- 1999 - Umek on Monoid
- 2002 - Torture Chamber 2
- 2003 - DJ World Series: Techno from Slovenia
- 2003 - Time Warp Presents Compilation 4

### EP
- 2008 - Gatex EP
- 2009 - Destructible Enviroment EP
- 2009 - Blinking Indicator EP
- 2009 - Curved Trajectory EP
- 2009 - Hablando EP
- 2009 - Work This Data EP
- 2009 - Slap EP
- 2010 - Individual Breath EP
- 2010 - Circles Of Hell EP
- 2010 - Responding To Dynamic (Remixes Ena)
- 2010 - Responding To Dynamic (Remixes Dve)
- 2010 - OMGWTF EP
- 2010 - Gatex 2010 EP
- 2010 - Popgirls EP
- 2010 - Freaks On The Floor EP
- 2011 - She Never Wants To Come Downn EP
- 2011 - On The Edge EP
- 2011 - Get Sucked EP
- 2011 - Slap (Competition Remixes 2011) EP

## Premi e riconoscimenti
Beatport Music Award
- 2010 - Vinto - Miglior artista Techno

EMPO Awards
- 2013 - Vinto - Miglior DJ Techno

International Dance Music Awards
- 2013 - Vinto - Migliore traccia Techno per "Goes On"
- 2014 - Vinto - Miglior artista Techno/Tech House